# Geranomyia turbida
Geranomyia turbida är en tvåvingeart som beskrevs av Alexander 1928. Geranomyia turbida ingår i släktet Geranomyia och familjen småharkrankar. Inga underarter finns listade i Catalogue of Life.